# Wilhelm Feldman

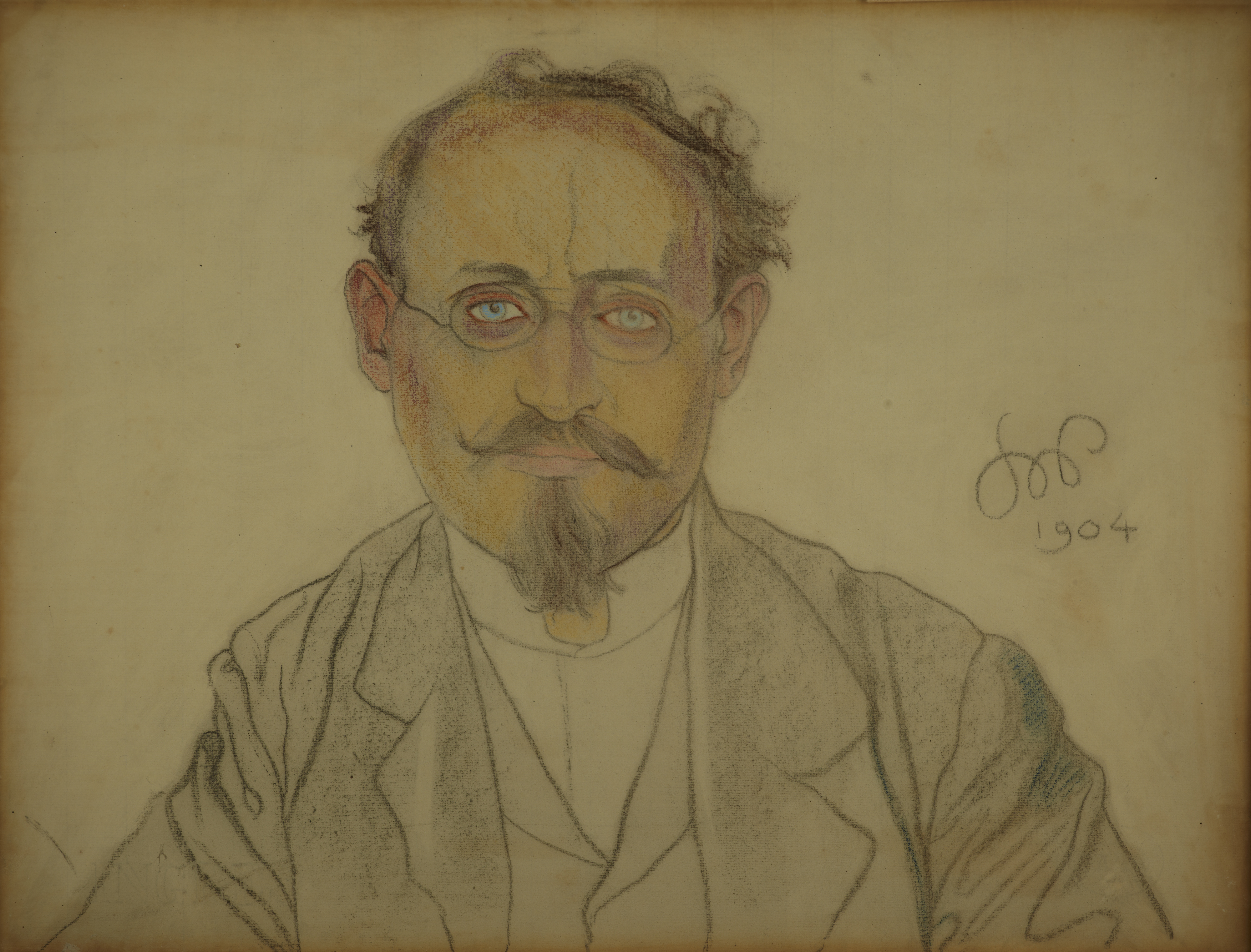
Wilhelm Feldman

Wilhelm Feldman, född 8 april 1868, död 25 oktober 1919, var en polsk-judisk författare och kritiker.
Feldman har skrivit en del noveller och teaterstycken med judiska motiv. Hans största insats blev dock som kritiker och tidskriftsredaktör. Hans arbete Współczesna literatura polska ("Den samtida polska litteraturen") behandlande tiden 1864-1918, har utgått i flera upplagor. 